# Leptopsyllus celticus
Leptopsyllus celticus är en kräftdjursart som beskrevs av Nicolaus Gustavus Bodin och Jackson 1987. Leptopsyllus celticus ingår i släktet Leptopsyllus och familjen Paramesochridae. Inga underarter finns listade i Catalogue of Life.